# Ocimum citriodorum
Cette page contient des caractères thaïs. En cas de problème, consultez Aide:Unicode ou testez votre navigateur.
Espèce
Ocimum citriodorum (ou Ocimum × citriodorum), le basilic citron, ou basilic citron thaï, ou basilic lao, est une espèce de plantes à fleurs de la famille des Lamiaceae. C'est un hybride entre le basilic (Ocimum basilicum) et le basilic africain (Ocimum americanum).
Cette herbe aromatique est cultivée principalement en Afrique du Nord et en Asie du Sud pour son fort parfum de citron ; c'est une plante populaire dans les gastronomies arabe, persane, indonésienne, laotienne et thaïlandaise.

## Usages culinaires
Au Laos, le basilic citron est largement utilisé dans les currys laos, les ragoûts et les plats sautés. Il est le type de basilic le plus couramment utilisé au Laos. De nombreux ragoûts laos nécessitent l'utilisation de basilic citron, à l’exception de toute autre variété de basilic. Le ragoût lao le plus populaire, appelé or lam, utilise le basilic citron comme un ingrédient clé.
En Indonésie, le basilic citron (appelé kemangi) est le principal basilic utilisé dans la cuisine. Il est souvent consommé cru avec de la salade (lalap), préparée avec des légumes crus et accompagnée de sambal. Le basilic citron est souvent utilisé pour assaisonner certains plats indonésiens, tels que currys, soupes, ragoûts et plats cuits à la vapeur ou grillés.
En Thaïlande, le basilic citron, appelé maenglak (thaï : แมงลัก), est l'un des nombreux types de basilic utilisés dans la cuisine thaïlandaise. Les feuilles sont utilisées dans certains currys thaïlandais et il est également indispensable pour le plat de nouilles khanom chin nam ya. Les graines sèches ressemblent à des œufs de grenouille après avoir été trempées dans l'eau et sont utilisées dans les boissons et les desserts, où elles donnent de la texture et du croquant. Les graines vertes immatures sont utilisées, pilées, dans les préparations de curry vert, parfois aussi avec des feuilles de basilic, ou encore pour préparer une sorte de pistou, avec de l’ail, des échalotes, des cacahouètes ou des noix de cajou torréfiées, du jus de citron, de la sauce de poisson (nam pla) ou de la pâte de crevettes (kapi).
Aux Philippines, où il est appelé sangig, en particulier dans Cebu et des parties de Mindanao, le basilic citron est utilisé pour ajouter de la saveur au law-uy, une soupe contenant un assortiment de légumes locaux et les graines.
En Inde, il est particulièrement utilisé au nord-est, dans l’État du Manipur, pour le curry de citrouille, par exemple, dans le singju (une forme de salade), et dans des pickles de piments rouge ou vert.

## Description
Les tiges de basilic citron peuvent atteindre 20 à 80 cm de hauteur. Cette plante annuelle produit des fleurs blanches à la fin de l'été dans les pays tempérés. Les feuilles sont semblables à des feuilles de basilic, mais ont tendance à être plus étroites. Les graines se forment sur la plante après la floraison et sèchent sur pied.

## Culture
Le basilic citron nécessite les mêmes soins que les autres variétés de basilic. C’est une plante tropicale, qui demande au moins six heures de soleil direct par jour. Il est en fait assez robuste et peut pousser continuellement avec un simple apport d’eau, mais la saveur sera moindre faute d’enrichissement du sol, chimique ou biologique. Il doit être arrosé à chaque fois que la partie superficielle du sol sèche. Une sécheresse fera flétrir les feuilles, si elle n’est pas trop prolongée, un simple arrosage permettra un retour à la normale.
Le basilic citron a une production de graines très abondante, le prélèvement régulier de branches nouvelles et des graines vertes (comestibles et utilisées dans la cuisine thaïlandaise, par exemple), stimule la croissance végétative et donnera des buissons plus touffus. La plante ne doit jamais être complètement défoliée.

### Multiplication par semis
La taille régulière permet également de retarder l'apparition des fleurs. Après une floraison trop abondante ou non contrôlée, la plante perd beaucoup de sa saveur, les feuilles deviennent plus petites, sèches et coriaces, réduisant beaucoup son intérêt culinaire, et la croissance végétative s'arrête ; la plante ainsi que ses graines sèchent alors naturellement sur pied. Dans les climats tempérés, cette étape est une nécessité pour pouvoir récolter des graines pendant l'automne, car les gelées d'hivers froids tuent la plante. Récolter les graines sur les plantes sèches, et les semer sous serre au printemps, fournira la récolte de l'année suivante.
Les graines plantées en surface en pleine terre germent en moins de 24 heures. Pour éclaircir et planter plus régulièrement, avec un arrosage régulier, on peut transplanter les jeunes pousses au bout d’environ trois semaines à un mois (5 à 10 cm).

### Multiplication par bouturage
Sous un climat tropical, une taille régulière et agressive, en prenant particulièrement soin d'éliminer les graines, peut permettre la croissance d'un plant sur plusieurs années. La plante se bouture très facilement en prélevant les extrémités les plus vigoureuses, en laissant 2 ou 3 paires de feuilles sur une tige longue de 5 à 10 cm, en replantant directement en pleine terre, avec un arrosage très régulier pendant la première quinzaine, pour permettre aux racines de se développer. Les boutures de tige laissées dans l’eau peuvent attendre une semaine ou plus avant d'être replantées, les premières racines poussent plus vite mais, dans ce cas, la transplantation risque d'abîmer les racines nouvelles, et finalement de retarder la croissance de la plante par rapport aux boutures directement placées en pleine terre. Les boutures prélevées sur des plants trop avancés au niveau des graines et de la floraison sont beaucoup moins vigoureuses. La multiplication par boutures est beaucoup plus rapide que le semis de graines.